# Blacus forticornis
Blacus forticornis är en stekelart som beskrevs av Haeselbarth 1973. Blacus forticornis ingår i släktet Blacus och familjen bracksteklar. Inga underarter finns listade.